# 莉萨·迪克
莉萨·迪克（英語：Lisa Dick，1968年9月26日—），澳大利亚前女子田径运动员，主攻长跑。她曾代表澳大利亚参加1998年英联邦运动会田径比赛，获得女子马拉松银牌。